# Храпцов, Николай Васильевич
Никола́й Васи́льевич Храпцо́в (15 мая 1957, Хорошавка, Инжавинский район, Тамбовская область, РСФСР, СССР) — советский боксёр легчайшей весовой категории, выступал за сборную СССР во второй половине 1970-х — первой половине 1980-х годов. Чемпион Европы, многократный призёр национального первенства, мастер спорта международного класса. В настоящее время работает тренером.

## Биография
Николай Храпцов родился 15 мая 1957 года в селе Хорошавка, Инжавинский район, Тамбовская область. Активно заниматься боксом начал уже в юном возрасте, позже присоединился к добровольному спортивному обществу «Динамо». 
Первого серьёзного успеха на ринге добился в 1975 году, когда выиграл первенство СССР среди юниоров. Год спустя победил на юниорском чемпионате Европы в Турции и благодаря этой победе стал попадать в основной состав сборной команды страны, дебютировал на взрослом первенстве СССР. В период 1977—1979 годов три раза подряд был лучшим на Динамиаде социалистических стран, кроме того, одержал победу на традиционном международном турнире в Алма-Ате, победив в финале титулованного армянина Самсона Хачатряна. На взрослом чемпионате Европы в Кёльне одолел всех своих соперников и получил золотую медаль — за это достижение удостоен звания мастера спорта международного класса.
На чемпионате СССР 1980 года Храпцов выиграл бронзу, того же результата добился на соревнованиях 1982 года. В 1983 году участвовал в состязаниях летней Спартакиады народов СССР, занял в легчайшей весовой категории третье место и вскоре после этого турнира принял решение покинуть команду. 
Начиная с 1984 года работал тренером по боксу в тамбовском «Динамо», потом продолжил тренерскую деятельность в Центре единоборств имени Е. Т. Артюхина. Среди его учеников много талантливых боксёров, в том числе Андрей Акопян — победитель первенства СССР среди юниоров 1989 года, призёр первенства СССР среди юниоров 1990 года; Дмитрий Гранкин — призёр чемпионата России 1995 года, победитель Кубка России 1996 года; Андрей Тимаков — призёр первенства России среди СДЮСШОР. Также является судьёй по боксу республиканской категории, судит областные соревнования.